# 眞部則広
眞部 則広（ まなべ のりひろ、1959年10月11日 - ）は、日本の経営者である。東京三菱ティーディーウォーターハウス証券元代表取締役社長。現カブドットコム専務執行役である。

## 経歴・人物
1959年生まれ。兵庫県出身。1983年3月、山口大学経済学部卒業。同年4月、国際証券入社。1998年6月、同社投資情報部長。2002年4月、同社オンライントレード室長。同年8月、東京三菱ティーディーウォーターハウス証券代表取締役社長に就任。同年11月、Meネット証券代表取締役社長。2006年1月、UFJ銀行グループのカブドットコム証券と東京三菱銀行グループのMeネット証券が合併し、カブドットコム証券と改称。同社常務取締役。2008年6月、同社専務執行役事務本部長及び事務統括部長に就任。2009年10月、同社同役事務・システム本部長及び事務部長。